# 鹿鼎記 (1983年電影)
《鹿鼎記》，是1983年華山執導之電影，改編自金庸名著《鹿鼎記》。

## 電影內容
故事以原作為主幹。敘述揚州妓女韋春花之子韋小寶（汪禹飾）於一次因緣巧合中結識反清志士茅十八（關峰飾），為拯救因反清大業被捕之志士（蕭玉飾），茅十八闖入法場，卻救人失敗也因此遭緝，逐同韋小寶上京避難。豈知兩人進京不久，便為太監海大富（谷峰飾）所擒，幸韋小寶使計獨瞎其雙眼，茅十八得脫身，韋小寶則冒充太監小桂子留在宮中。並以韋小寶救出真太后奉旨回揚洲為結尾。詳細內容請參閱《鹿鼎記》條目。

## 人物角色
| 角色名稱 | 演員   | 粵語配音 | 備註       |
| -------- | ------ | -------- | ---------- |
| 韋小寶   | 汪禹   | 朱子聰   |            |
| 康熙     | 劉家輝 | 鄧榮銾   |            |
| 海大富   | 谷峰   | 金貴     |            |
| 太后     | 楚湘雲 | 盧素娟   |            |
| 建寧公主 | 廖麗玲 | 沈小蘭   |            |
| 方怡     | 尤翠玲 | 沈小蘭   |            |
| 沐劍屏   | 黃造時 | 盧素娟   |            |
| 鰲拜     | 龍天翔 | 陳永信   |            |
| 韋春花   | 邵音音 | 沈小蘭   | 韋小寶之母 |
| 茅十八   | 關鋒   |          | 反清志士   |
|          | 秦煌   | 林保全   | 官兵       |
| 陶宮娥   | 黃薇薇 | 沈小蘭   | 宮女       |
|          | 蕭玉   |          | 反清志士   |
|          | 白沙力 |          | 揚州知府   |
| 索額圖   | 楊志卿 | 楊捷康   |            |
| 康親王   | 沈勞   | 金貴     |            |
| 順治     | 艾飛   |          |            |
|          | 姜南   |          |            |
|          | 王小明 |          | 太監       |
|          | 薛春煒 | 金貴     | 賭場老闆   |
|          | 西瓜刨 | 陳永信   | 賭場夥計   |
|          | 尹相林 |          | 賭客       |
|          | 張作舟 |          | 賭客       |
|          | 張石庵 |          | 賭客       |
|          | 王憾塵 |          | 嫖客       |
|          | 錢似鶯 |          | 老鴇       |
|          | 呂紅   |          | 老鴇       |
|          | 郭偉明 |          | 龜公       |
|          | 張國華 |          |            |
|          | 馬漢沅 |          |            |
|          | 李發源 |          |            |

## 其他製作人員
- 出品人：邵逸夫
- 執行製片：陳莉華
- 劇務：劉清鵬
- 助導：蔡乃斌
- 武術顧問：唐佳
- 武術指導：黃培基、元彬、元華
- 場記：余國強
- 燈光：陳芬
- 道具：袁祥
- 化妝：劉繼承、潘敏華
- 梳妝：彭雁聯
- 服裝：劉季友
- 錄音：徐炳光
- 效果：李義之
- 佈景：陳景森

## 外部連結
- Tales Of A Eunuch（页面存档备份，存于），〈Hong Kong Cinemagic〉
- 香港影庫上《鹿鼎記》的資料（繁體中文）
- 时光网上《鹿鼎記》的資料（简体中文）
- 豆瓣电影上《鹿鼎記》的資料 （简体中文）
- 互联网电影数据库（IMDb）上《鹿鼎記》的资料（英文）

中文